# Jordan 191
Jordan 191 — первый гоночный автомобиль в истории команды Jordan, участвовавший в Чемпионате мира Формулы-1 сезона 1991 года.

## История
Автомобиль был сконструирован коллективом из трёх человек под руководством шеф-дизайнера Гэри Андерсона. Пять пилотов приняли участие в шестнадцати гонках Чемпионата мира в составе команды. Андреа де Чезарис был единственным, кто выступал весь сезон целиком, несмотря на провал в предквалификации к гонке открытия сезона в Финиксе. Он же добыл для команды её лучший результат в сезоне - четвёртые места в Монреале и Мехико. Лучший результат Бертрана Гашо, который провёл полсезона - 5 место, всего в двух секундах позади де Чезариса на финише. Сезон для Гашо прервался двухмесячным тюремным заключением за использование слезоточивого газа в лондонском такси.
За оставшиеся 6 гонок три гонщика замещали Гашо: Алессандро Занарди, Роберто Морено и 22-летний немец по имени Михаэль Шумахер. Шумахер стал открытием в своей первой и единственной гонке за Jordan. На Гран-при Бельгии Шумахер квалифицировался на превосходном седьмом месте (лучший результат для Jordan на то время), переиграв де Чезариса, который был одиннадцатым. Тем не менее, успех не продлился долго, так как сцепление сломалось на первом круге гонки. Далее последовали судебные споры между Benetton и Jordan, подписание контракта с Benetton - командой, с которой он позже выиграл два чемпионата, Морено же отправился в Jordan. Он провёл две гонки прежде чем дать дебютировать Занарди, который провёл 3 заключительных гонки. Пара девятых мест стали лучшим достижением для всех заместителей Гашо.
Свой первый сезон Jordan закончил на впечатляющем пятом месте в чемпионате, набрав 13 очков. Модель 191 многими считается одной из самых красивых машин Формулы-1 за всю историю. Автомобиль получил награду британского журнала Autosport как лучший гоночный автомобиль 1991 года.

## История индекса шасси
Первый автомобиль команды Jordan был представлен в конце 1990 года и носил индекс 911, который стал легендарным благодаря знаменитым спорткарам Porsche. Немцы попросили изменить название шасси и на старт в первом для команды сезоне в Ф-1 вышел Jordan 191.

## Результаты в гонках[2]
| Год  | Шасси      | Двигатель                | Шины | Пилоты     | 1    | 2    | 3    | 4    | 5   | 6    | 7    | 8    | 9   | 10  | 11   | 12   | 13  | 14   | 15   | 16  | Место | Очки |
| ---- | ---------- | ------------------------ | ---- | ---------- | ---- | ---- | ---- | ---- | --- | ---- | ---- | ---- | --- | --- | ---- | ---- | --- | ---- | ---- | --- | ----- | ---- |
| 1991 | Jordan 191 | Ford Cosworth HB4 V8 3,5 | G    |            | США  | БРА  | САН  | МОН  | КАН | МЕК  | ФРА  | ВЕЛ  | ГЕР | ВЕН | БЕЛ  | ИТА  | ПОР | ИСП  | ЯПО  | АВС | 5     | 13   |
| 1991 | Jordan 191 | Ford Cosworth HB4 V8 3,5 | G    | Гашо       | 10   | 13   | Сход | 8    | 5   | Сход | Сход | 6    | 6   | 9   |      |      |     |      |      |     | 5     | 13   |
| 1991 | Jordan 191 | Ford Cosworth HB4 V8 3,5 | G    | М. Шумахер |      |      |      |      |     |      |      |      |     |     | Сход |      |     |      |      |     | 5     | 13   |
| 1991 | Jordan 191 | Ford Cosworth HB4 V8 3,5 | G    | Морено     |      |      |      |      |     |      |      |      |     |     |      | Сход | 10  |      |      |     | 5     | 13   |
| 1991 | Jordan 191 | Ford Cosworth HB4 V8 3,5 | G    | Занарди    |      |      |      |      |     |      |      |      |     |     |      |      |     | 9    | Сход | 9   | 5     | 13   |
| 1991 | Jordan 191 | Ford Cosworth HB4 V8 3,5 | G    | де Чезарис | НПКВ | Сход | Сход | Сход | 4   | 4    | 6    | Сход | 5   | 7   | 13   | 7    | 8   | Сход | Сход | 8   | 5     | 13   |

| Легенда к таблице |                                                                    |
| --- | ------------------------------------------------------------------ |
| В таблице перечислены результаты всех Гран-при Формулы-1, в которых использовался автомобиль. Строками таблицы являются сезоны, столбцами — этапы чемпионата мира. В каждой клетке указаны сокращённое название этапа и результат, дополнительно обозначенный цветом. Расшифровка обозначений и цветов представлена в нижеследующей таблице. |                                                                    |
| \| Пример \| Описание \| \| ------------ \| ------------------------------------------------------------------ \| \| 1 \| Победитель \| \| 2 \| Второе место \| \| 3 \| Третье место \| \| 5 \| Финишировал, заработав очки \| \| Сход \| Не финишировал, но при этом заработал очки \| \| 12 \| Финишировал, не получив очков \| \| НКЛ \| Финишировал, но не попал в финальную классификацию \| \| 15 \| Участвовал вне зачёта, либо по отдельной классификации \| \| 18 \| Не финишировал, но попал в финальную классификацию \| \| Сход \| Не финишировал \| \| НКВ \| Не прошёл квалификацию \| \| НПКВ \| Не прошёл предквалификацию \| \| ДСК \| Дисквалифицирован \| \| ИСК \| Исключён из протокола соревнований \| \| ТТ \| Заявлен для участия только в тренировках \| \| НС \| Участвовал в квалификации, но не стартовал в гонке \| \| Т \| Травмирован или болен \| \| ОТК \| Отказ от участия \| \| НТР \| Прибыл на соревнования, но на трассу не выезжал \| \| НПР \| Был заявлен в числе участников, но не прибыл к началу соревнований \| \| О \| Соревнования отменены \| \| \| Не участвовал \| \| Поул-позиция \| \| \| Быстрый круг \| \| |                                                                    |
| Пример | Описание                                                           |
| 1 | Победитель                                                         |
| 2 | Второе место                                                       |
| 3 | Третье место                                                       |
| 5 | Финишировал, заработав очки                                        |
| Сход | Не финишировал, но при этом заработал очки                         |
| 12 | Финишировал, не получив очков                                      |
| НКЛ | Финишировал, но не попал в финальную классификацию                 |
| 15 | Участвовал вне зачёта, либо по отдельной классификации             |
| 18 | Не финишировал, но попал в финальную классификацию                 |
| Сход | Не финишировал                                                     |
| НКВ | Не прошёл квалификацию                                             |
| НПКВ | Не прошёл предквалификацию                                         |
| ДСК | Дисквалифицирован                                                  |
| ИСК | Исключён из протокола соревнований                                 |
| ТТ | Заявлен для участия только в тренировках                           |
| НС | Участвовал в квалификации, но не стартовал в гонке                 |
| Т | Травмирован или болен                                              |
| ОТК | Отказ от участия                                                   |
| НТР | Прибыл на соревнования, но на трассу не выезжал                    |
| НПР | Был заявлен в числе участников, но не прибыл к началу соревнований |
| О | Соревнования отменены                                              |
| | Не участвовал                                                      |
| Поул-позиция |                                                                    |
| Быстрый круг |                                                                    |